# Viviana Susin
Viviana Susin (Roma, 24 maggio 1972) è un'ex nuotatrice italiana.
Specializzata nelle distanze brevi dello stile libero, in cui per un decennio è stata una delle migliori in campo nazionale.

## Carriera
Si è messa in evidenza nuotando per la Lazio Nuoto in cui ha militato dal 1987 al 1989, anno in cui ha esordito in nazionale maggiore nella Coppa Europa in dicembre. Alla De Gregorio dal 1990, ha vinto i suoi primi titoli italiani ai campionati primaverili di quell'anno per poi partecipare alla Coppa Latina. Nel 1991 ha fatto la doppietta 50–100 m ai primaverili e si è qualificata per i Giochi del Mediterraneo di Atene; in Grecia ha vinto due medaglie, argento nei 50 m e bronzo con la staffetta 4×100 m stile libero. Poche settimane dopo sempre agli europei di Atene ha fatto parte delle due staffette 4×100 m che in finale sono arrivate sesta a stile libero e quinta in quella mista.
Nel dicembre 1991 ha nuotato nei primi campionati europei sprint a Gelsenkirchen in cui con Alessandra Cassani, Cristina Chiuso e Cecilia Vianini ha vinto la medaglia d'argento nella 4×50 m stile libero. I tre anni successivi sono meno positivi, anche se rimane sempre competitiva ai campionati italiani nei 50 e 100 m non è stata convocata in nazionale fino al 2005 (anno in cui è passata a nuotare per la Rari Nantes Nomentano) quando è stata convocata in Coppa Latina in primavera e agli europei di Vienna in estate dove è arrivata quarta con la staffetta mista nuotando in finale con Lorenza Vigarani, Manuela Dalla Valle e Ilaria Tocchini. È stata finalista anche agli europei in vasca corta di Rostock nel dicembre 1996 con la 4×50 m stile libero.
Dal 1997 all'Aurelia, si è qualificata per i campionati mondiali in vasca da 25 metri di Göteborg; eliminata in batteria nelle gare individuali, è arrivata in finale con la staffetta mista arrivando settima con Francesca Bissoli, Manuela Dalla Valle e Ilaria Tocchini. A giugno è tornata ai Giochi del Mediterraneo a Bari dova ha vinto due medaglie arrivando seconda con la 4×100 m stile e prima con la 4×100 m   mista (con la stessa formazione di Göteborg). È stata convocata anche per gli europei di Siviglia in agosto guadagnando un'altra finale, questa volta settima con la 4×100 m stile libero.
Nel gennaio 1998 ha partecipato ai campionati mondiali di nuoto di Perth come staffettista senza però entrare in finale. Anche grazie alle staffette il 1998 e il 1999 sono stati i suoi anni di maggior successo ai campionati italiani in cui ha vinto cinque e sei titoli rispettivamente. Nel gennaio 1999 è stata trovata positiva ad un controllo antidoping: a causa di ciò è stata squalificata per quattro anni ma a partire dal marzo 2000; la squalifica è stata cancellata tre anni e mezzo dopo, ma di fatto ha concluso la sua carriera di nuotatrice ad alto livello.

## Palmarès
nota: questa lista è incompleta
| Campionati mondiali         | 50 m st. libero         | 100 m st. libero        | 4×100 m st. libero            | 4×100 m mista                |
| 1998 Perth Australia        | ---                     | ---                     | 10ª - 3'49"02 frazione: 57"88 | ---                          |
| Mondiali in vasca corta     | 50 m st. libero         | 100 m st. libero        | 4×100 m st. libero            | 4×100 m mista                |
| 1997 Goteborg Svezia        | elim. in batteria 26"20 | elim. in batteria 56"82 | ---                           | 7ª - 4'08"56 :               |
| Campionati europei          | 50 m st. libero         | 100 m st. libero        | 4×100 m st. libero            | 4×100 m mista                |
| 1991 Atene Grecia           | 8ª in finale B 26"92    | 2ª in finale B 58"14    | 6ª - 3'50"73 frazione: 57"20  | 5ª - 4'17"63 frazione: 58"23 |
| 1995 Vienna Austria         | elim. in batteria 27"00 | ---                     | ---                           | 4ª - 4'12"85 :               |
| 1997 Siviglia Spagna        | 5ª in finale B 26"38    | elim. in batteria 58"07 | 7ª - 3'48"97 frazione: 57"06  | ---                          |
| Europei in vasca corta      | 50 m st. libero         | 100 m st. libero        | 4×50 m st. libero             | ---                          |
| 1991 Gelsenkirchen Germania | ---                     | ---                     | Argento: 1'44"26 :            | ---                          |
| 1996 Rostock Germania       | ---                     | elim. in batteria 57"13 | 4ª - 1'45"05 frazione: 26"04  | ---                          |
| 1999 Lisbona Portogallo     | elim. in semifinale "   | elim. in batteria 56"37 | 6ª - 1'42"25 frazione: 25"21  | ---                          |
| Giochi del Mediterraneo     | 50 m st. libero         | 100 m st. libero        | 4×100 m st. libero            | 4×100 m mista                |
| 1991 Atene Grecia           | argento 27"09           | ---                     | bronzo: 3'58"05 :             |                              |
| 1997 Bari Italia            | ---                     | ---                     | Argento: 3'49"82 :            | Oro: 4'12"59 :               |
| Universiadi                 | 50 m st. libero         | 100 m st. libero        | 4×100 m st. libero            | 4×100 m mista                |
| 1997 Messina Italia         | 5ª "                    | ---                     | Argento: 3'51"37 :            | ---                          |

### Altri risultati
Coppa latina (vengono elencate solo le gare individuali)
- 1990, La Paz,  Messico: 50 m stile libero: argento, 26"69
- 1999, Guadalupe,  Messico: 50 m stile libero: argento, 26"52

100 m stile libero: bronzo, 58"82

### Campionati italiani
20 titoli individuali e 8 in staffette, così ripartiti:
- 10 nei 50 m stile libero
- 10 nei 100 m stile libero
- 7 nella staffetta 4×100 m stile libero
- 1 nella staffetta 4×200 m stile libero
- nd = non disputata

| Anno | Edizione    | st.libero 50 m | st.libero 100 m | st.libero 4×50 m | st.libero 4×100 m | st.libero 4×200 m | mista 4×50 m | mista 4×100 m |
| ---- | ----------- | -------------- | --------------- | ---------------- | ----------------- | ----------------- | ------------ | ------------- |
| 1987 | Estivi      | 2              | -               | nd               | -                 | 3                 | nd           | -             |
| 1988 | Primaverili | -              | -               | nd               | 3                 | 2                 | nd           | -             |
| 1988 | Estivi      | 2              | 2               | nd               | 3                 | 3                 | nd           | -             |
| 1989 | Primaverili | 3              | -               | nd               | -                 | -                 | nd           | -             |
| 1989 | Estivi      | 3              | 2               | nd               | -                 | -                 | nd           | -             |
| 1990 | Primaverili | 1              | 3               | nd               | 1                 | -                 | nd           | -             |
| 1990 | Estivi      | 1              | 3               | nd               | 2                 | -                 | nd           | -             |
| 1991 | Primaverili | 1              | 1               | nd               | -                 | -                 | nd           | -             |
| 1991 | Estivi      | 2              | 1               | nd               | -                 | -                 | nd           | -             |
| 1992 | Estivi      | 3              | 1               | nd               | -                 | -                 | nd           | -             |
| 1993 | Primaverili | 1              | -               | nd               | -                 | -                 | nd           | -             |
| 1994 | Primaverili | 1              | 2               | nd               | -                 | -                 | nd           | -             |
| 1995 | Primaverili | 2              | 2               | nd               | -                 | -                 | nd           | -             |
| 1995 | Estivi      | 1              | 1               | nd               | -                 | -                 | nd           | -             |
| 1996 | Primaverili | 2              | 1               | nd               | -                 | -                 | nd           | -             |
| 1996 | Estivi      | 1              | 2               | nd               | -                 | -                 | nd           | -             |
| 1997 | Primaverili | 3              | 3               | nd               | 1                 | -                 | nd           | 3             |
| 1997 | Estivi      | 1              | 1               | nd               | 1                 | -                 | nd           | 3             |
| 1998 | Primaverili | -              | 1               | nd               | 1                 | -                 | nd           | 3             |
| 1998 | Estivi      | 2              | 3               | nd               | 1                 | 1                 | nd           | -             |
| 1998 | Invernali   | 2              | 1               | nd               | nd                | nd                | nd           | nd            |
| 1999 | Primaverili | 1              | 1               | nd               | 1                 | -                 | nd           | 3             |
| 1999 | Estivi      | 2              | 1               | nd               | 1                 | -                 | nd           | -             |
| 1999 | Invernali   | 1              | 2               | nd               | nd                | nd                | nd           | nd            |
| 2003 | Invernali   | -              | -               | 2                | nd                | nd                | 3            | nd            |